# Hudson Yards

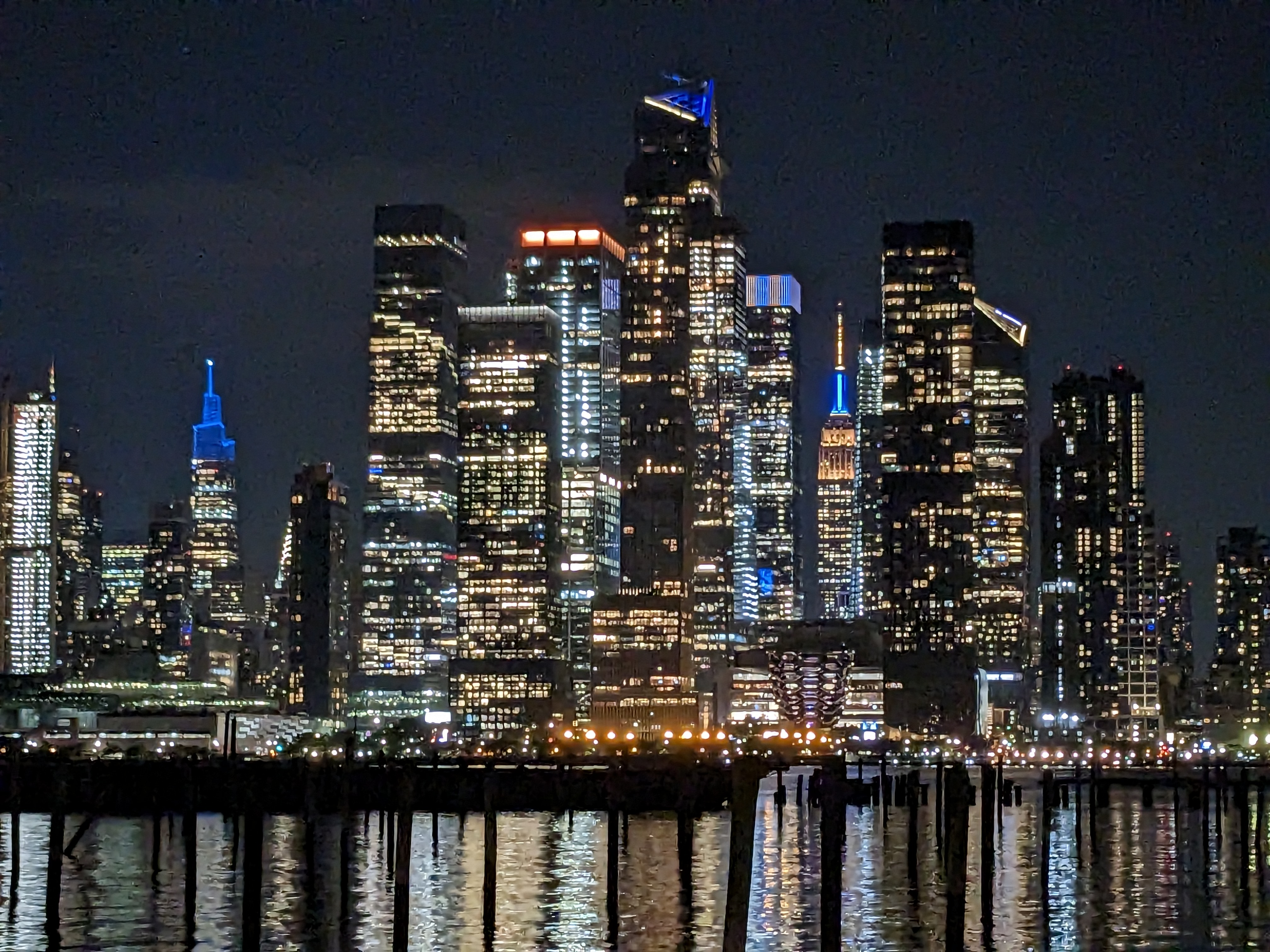
Blick von New Jersey bei Nacht (2023)

Hudson Yards ist ein Gebäudekomplex im gleichnamigen und neu ausgewiesenen Stadtviertel Hudson Yards im Stadtbezirk Manhattan in New York City. Der zum Teil fertiggestellte Komplex mit gemischter Nutzung wird in zwei Phasen errichtet und nimmt ein zirka 13 Hektar großes Gebiet ein, das von der 12th Avenue im  Westen, der Tenth Avenue im Osten, der West 30th Street im Süden sowie von der West 33rd und 34th Street im Norden begrenzt ist.
Hudson Yards ist neben Manhattan West und weiteren Hochhäusern Teil eines groß angelegten Städtebauprojekts, das im Rahmen einer Reihe von Vereinbarungen zwischen dem Bundesstaat New York, der Stadt New York und der Metropolitan Transportation Authority (MTA) geplant, finanziert und gebaut wird. Ziel ist mit der Neugestaltung des Areals um das Bahndepot West Side Yard der New York Pennsylvania Station die Erweiterung des Geschäftsviertels von Midtown Manhattan Richtung Westen bis zum Hudson River.

## Beschreibung
Der Hudson Yards Komplex ist das größte der durch die Umwidmung ermöglichten Projekte mit Mehrfachnutzung, der in zwei Bauphasen errichtet und nach Fertigstellung mehrere Wolkenkratzer und weitere Bauten umfassen soll. Das 7,74 ha große Kernstück des von The Related Companies und Oxford Properties geplanten Projekts umfasst das Gebiet zwischen West 30th und 34th Street sowie zwischen Tenth und Eleventh Avenue. Der erste Bauabschnitt, die Phase I, wurde zum großen Teil auf einer Plattform über dem West Side Rail Yard errichtet. Die Bauarbeiten der Phase I begannen 2012 mit dem Spatenstich für 10 Hudson Yards und wurden 2022 mit der Eröffnung von 50 Hudson Yards abgeschlossen. Der zweite Abschnitt mit Wohn- und Bürogebäuden und einer Schule soll bis 2027 errichtet werden.
Im Süden stößt die Parkanlage High Line im Bereich der 30th Street auf den Hudson Yards Komplex. Der Parkweg führt dann entlang der 30th Street Richtung 12th Avenue und umrundet den West Side Yard bis zur 34th Street, wo die High Line endet. An Hudson Yards grenzen im Rahmen der Umwidmung die bereits erbauten oder im Bau befindlichen Großprojekte Manhattan West im Osten sowie 3 Hudson Boulevard und The Spiral im Norden.

### Phase I
Die erste Bauphase wurde von Architekturbüro Kohn Pedersen Fox entworfen und besteht aus sechs Wolkenkratzern sowie weiteren Bauwerken. Die einzelnen Objekte konzipierten die Architekten und Architekturbüros Skidmore, Owings and Merrill, Thomas Heatherwick, Foster + Partners, Roche-Dinkeloo und Diller Scofidio + Renfro.
- 10 Hudson Yards: 272,8 m, Bürogebäude, 2016 fertiggestellt.[4]
- 15 Hudson Yards: 278,6 m, Wohnungen, bauliche Einheit mit dem Kulturzentrum The Shed,  2019 fertiggestellt.[5]
- 30 Hudson Yards: 395 m, Bürogebäude, Richtfest Ende 2018, wurde 2019 fertiggestellt.[6]
- 35 Hudson Yards: 304,8 m, Hotel und Wohnungen, 2019 fertiggestellt.[7]
- 50 Hudson Yards: 308,1 m, Bürogebäude, 2022 fertiggestellt.[8]
- 55 Hudson Yards: 237,4 m, Bürogebäude, 2019 fertiggestellt.[9]

Die weiteren errichteten Objekte sind das im April 2019 eröffnete mit 15 Hudson Yards baulich verbundene Kulturzentrum The Shed, die Struktur und Besucherattraktion Vessel (TKA), die 2015 neueröffnete Station 34th Street–Hudson Yards der New York City Subway (Linie ) und der Park „Public Square and Gardens at Hudson Yards“ mit Grünanlagen und Sitzgelegenheiten. Zwischen den Gebäuden 10 Hudson Yards und 30 Hudson Yards befindet sich das Einkaufszentrum „The Shops & Restaurants at Hudson Yards“.

### Phase II
Die Partner The Related Companies und Wynn Resorts haben im Februar 2024 beim New Yorker Stadtplanungsamt die Pläne für die Phase II Hudson Yards West eingereicht. Das Projekt wird auf dem 5,26 Hektar (13 Acre) großen, westlich von Phase I gelegenen noch offenen Abschnitt des West Side Yards entstehen, das im Norden von der West 33rd Street, im Osten von der 11th Avenue, im Süden von der West 30th Street und im Westen von der 12th Avenue begrenzt ist. Von den beiden im Februar 2024 eingereichten Entwürfen erhielt einer im August 2024 ein neues Rendering.
- Der erste von den Planern favorisierte Entwurf sieht vor:[11][12]
  - Auf einem breiten Sockel entlang der 33rd Street ein 362,4 m hoher 80-stöckiger Wolkenkratzer mit einem Hotel und einem Casino (Wynn Resorts New York City, Tower C).
  - An der Südostecke 11th Avenue/30th Street ein 416,4 Meter hoher Büroturm mit einer öffentlichen Schule im Sockel (Tower B).
  - An der Südwestecke 12th Avenue/30th Street ein 357,2 Meter hoher Wohnwolkenkratzer mit 1507 Apartments (Tower A).
  - Zwischen den Gebäuden der 2,3 Hektar große öffentliche Park „Hudson Green“.
- Der zweite Entwurf sieht ein Projekt ohne Wynn Resorts mit Casino vor:[10]
  - An der Nordwestecke 12th Avenue/33rd Street zwei 243,8 Meter hohe Wohntürme auf einem gemeinsamen Sockel (Tower C2 und C3).
  - An der Nordostecke ein 353,3 Meter hoher Büroturm (Tower C1).
  - An der Südostecke des Areals ein 416,4 Meter hoher Büroturm mit einer öffentlichen Schule im Sockel (Tower B).
  - An der Südwestecke 12th Avenue/30th Street ein 357,2 Meter hoher Wohnwolkenkratzer (Tower A) mit 1507 Apartments.
  - Zwischen den Gebäuden ein 2,4 Hektar großer öffentlicher Freiraum mit Parkanlagen.

In beiden Entwürfen würde die High Line das Projekt westlich umrunden und dabei den Sockel des Wohnwolkenkratzers „Tower A“ durchqueren.
Der Entwurf mit dem Casino von Wynn Resorts wird von örtlichen einflussreichen Politikern sowie der Organisation Friends of the High Line entschieden abgelehnt und könnte somit nicht realisiert werden.

## Galerie
Wolkenkratzer:

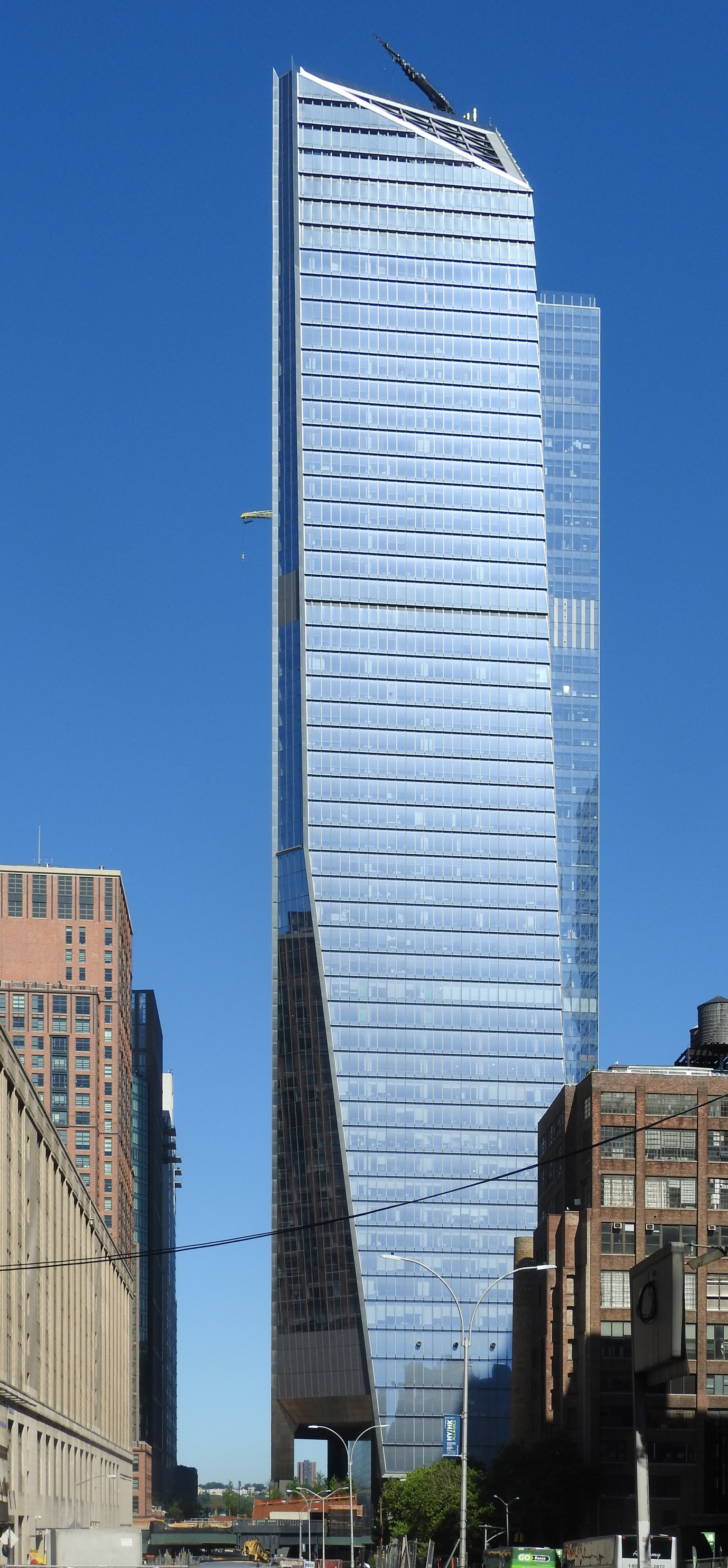
10 Hudson Yards
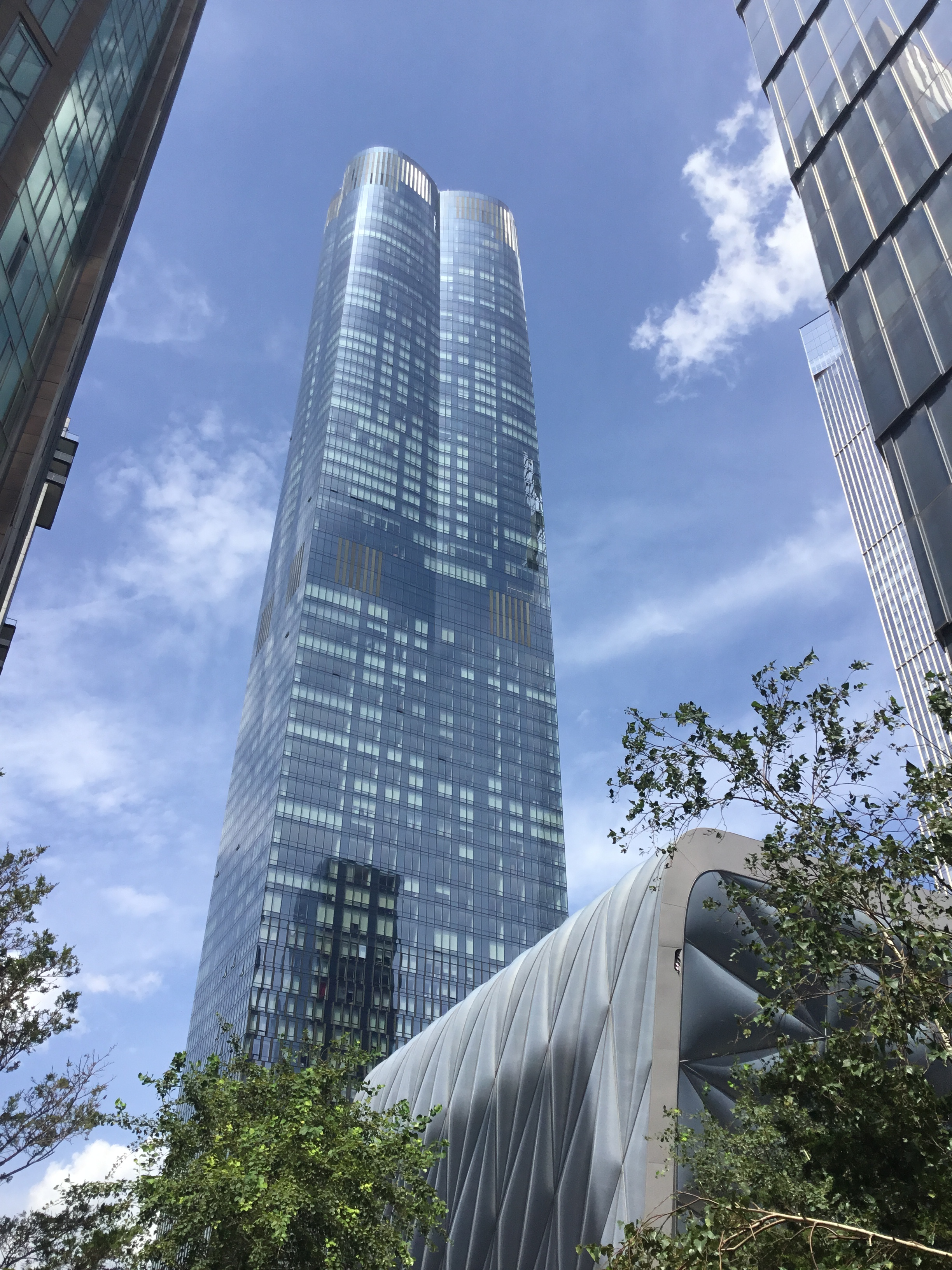
15 Hudson Yards
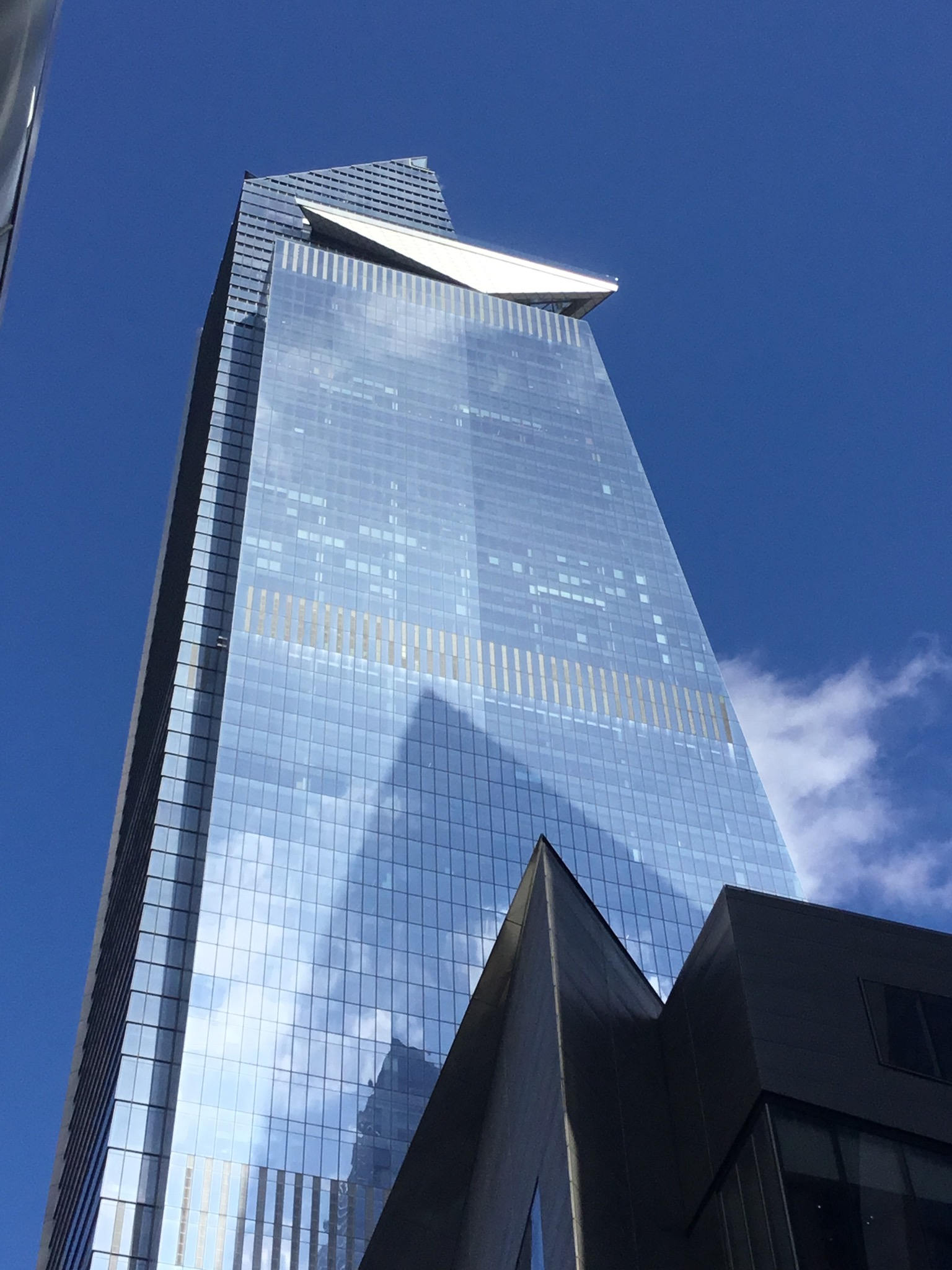
30 Hudson Yards
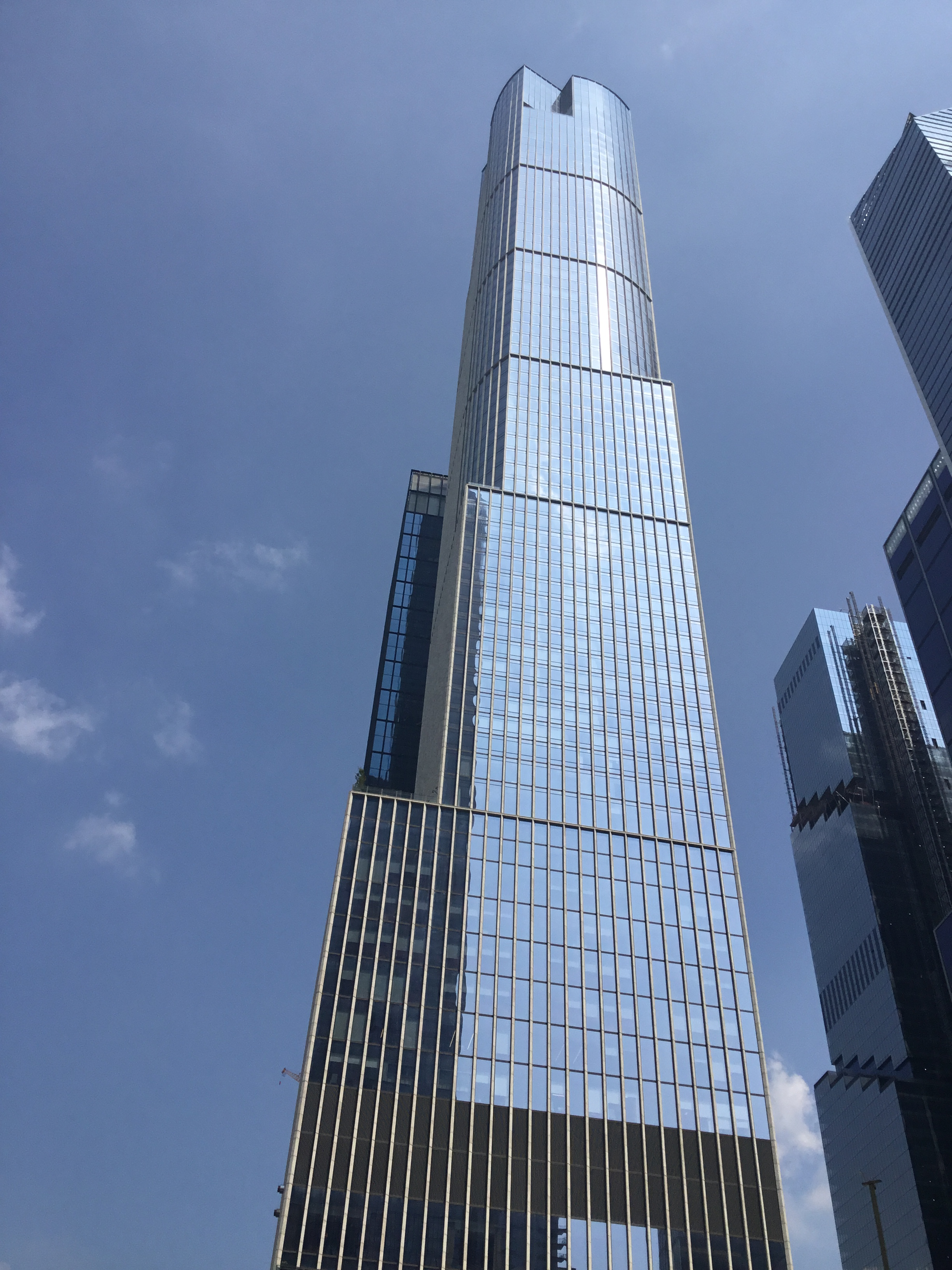
35 Hudson Yards
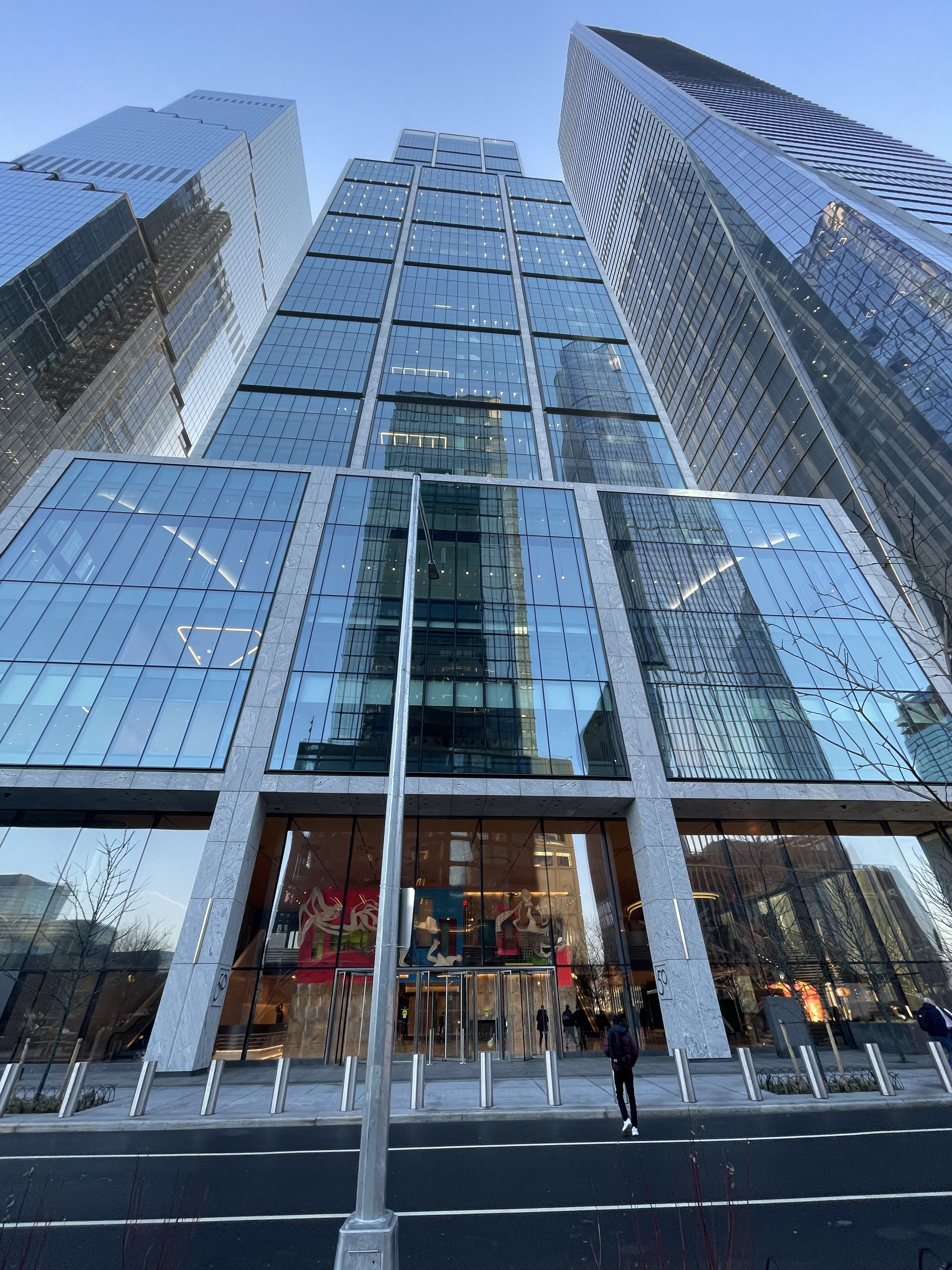
50 Hudson Yards
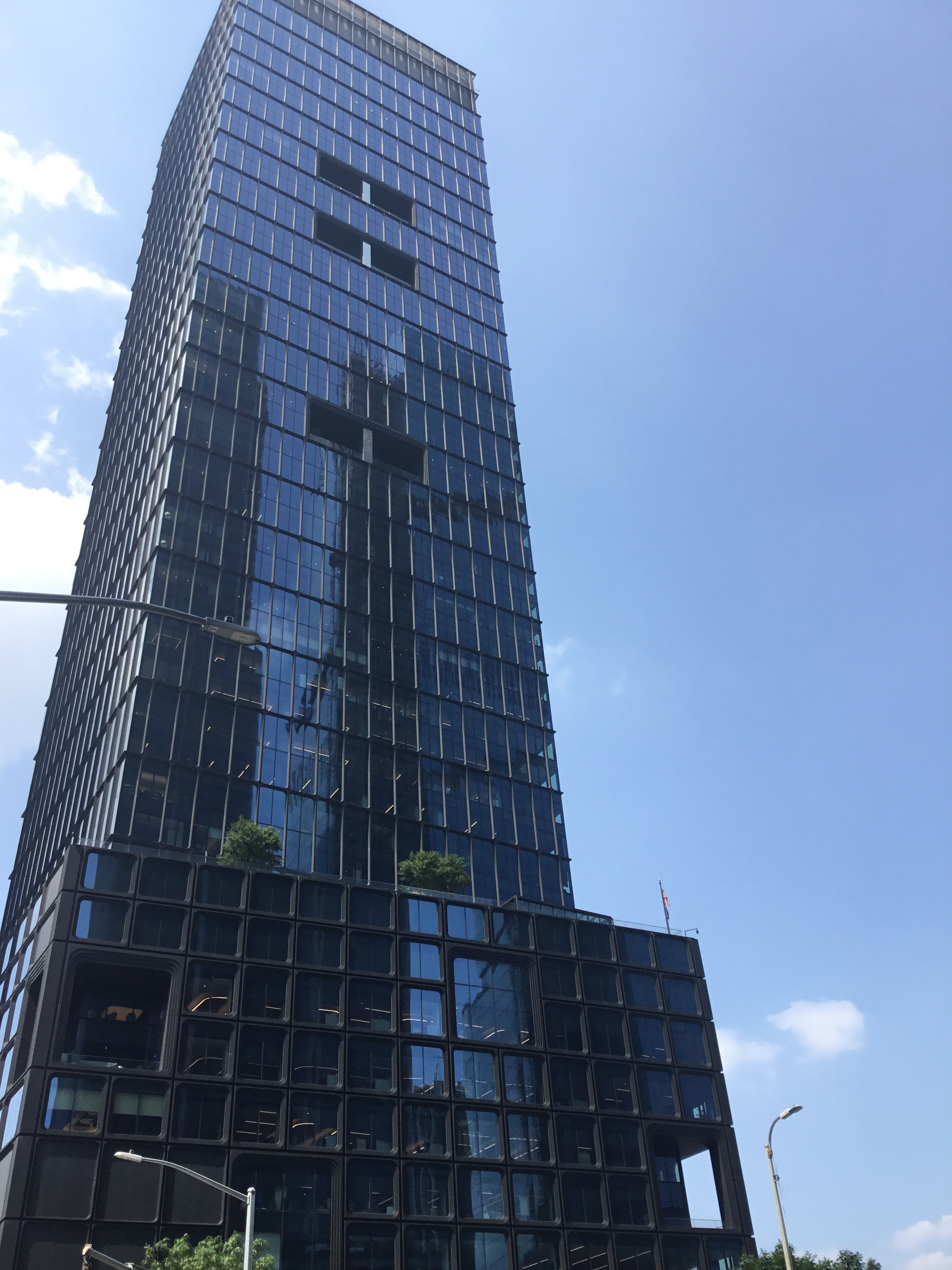
55 Hudson Yards

Weitere Bauten:

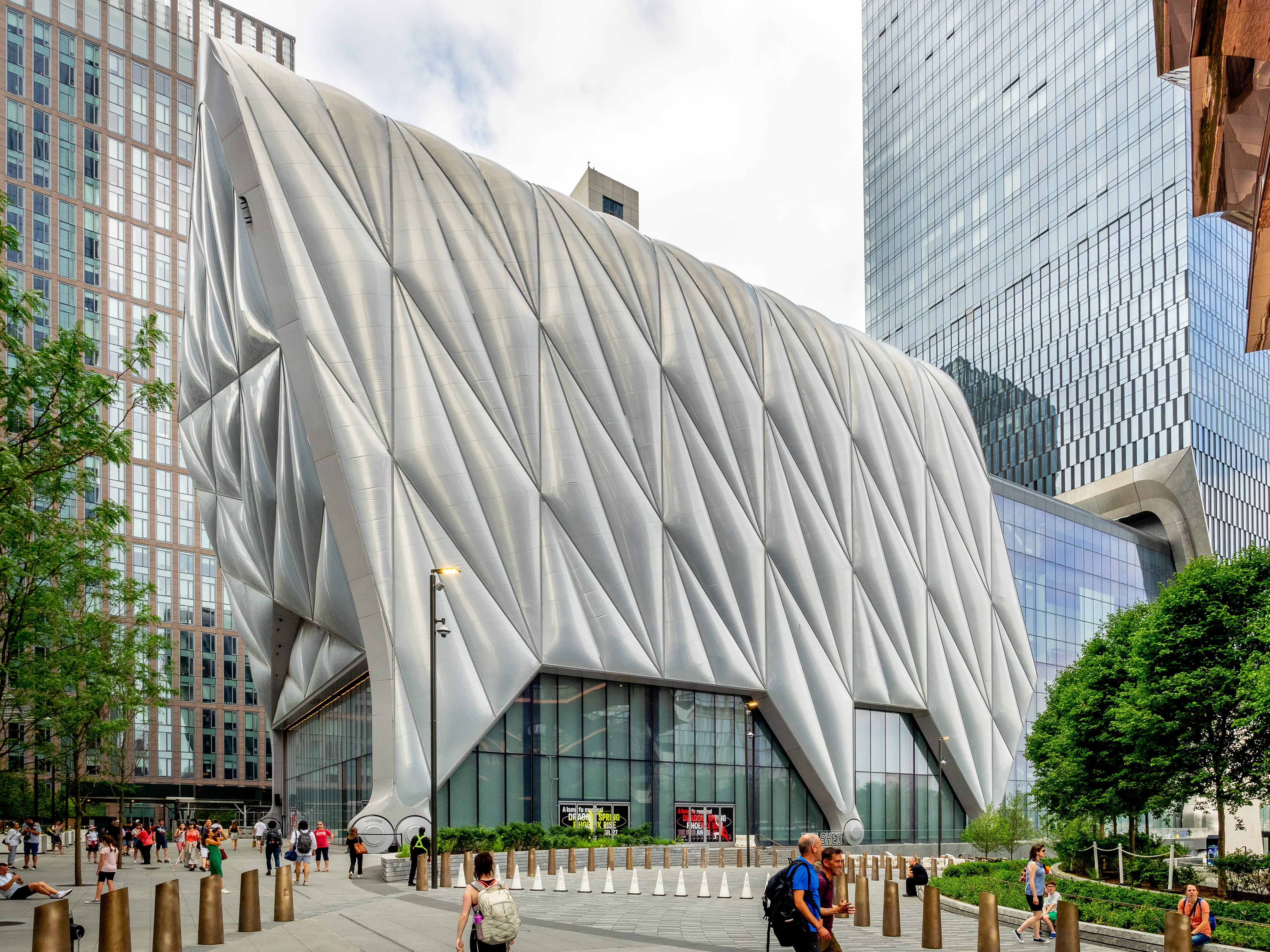
Kulturzentrum The Shed
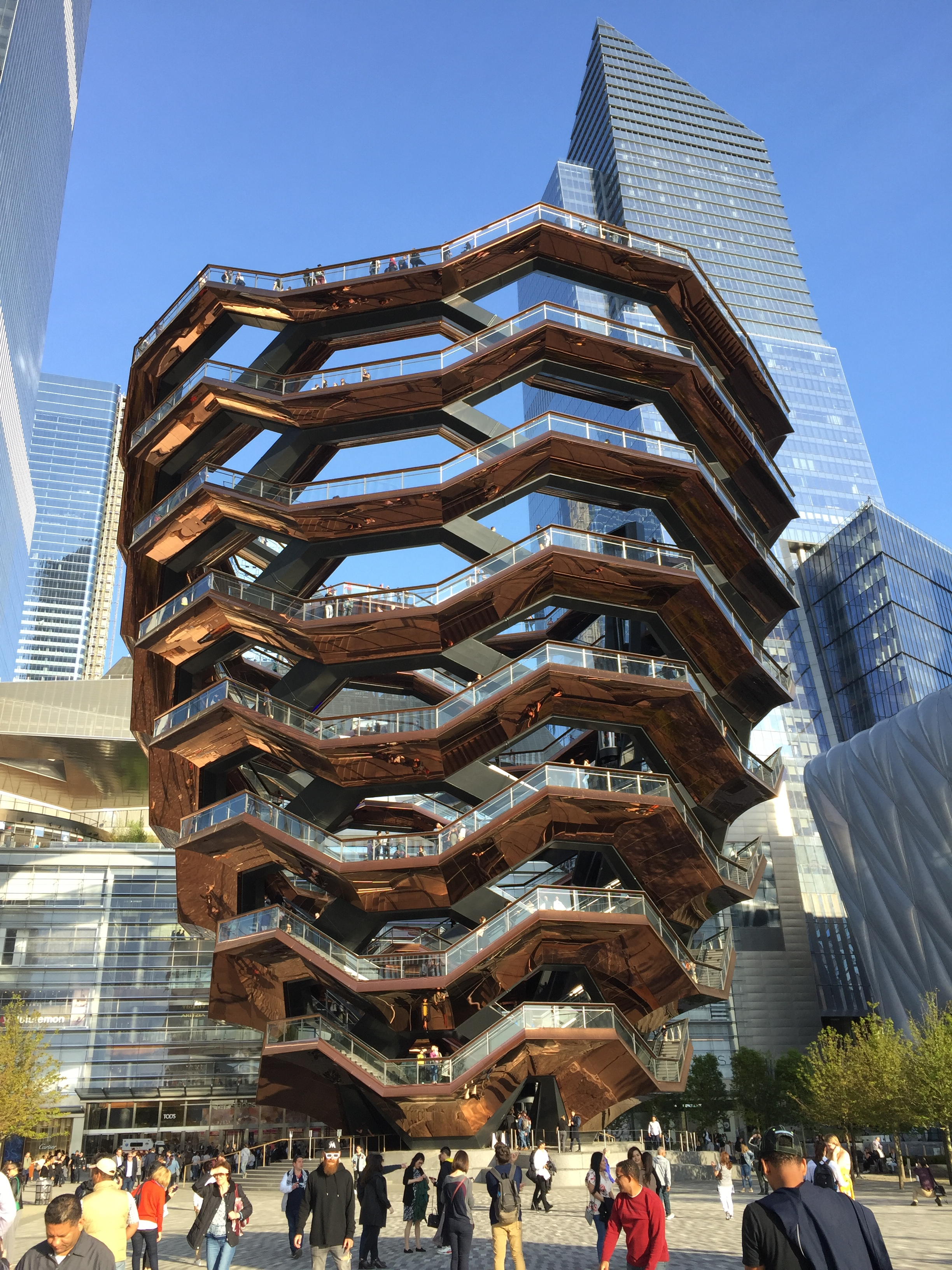
Vessel
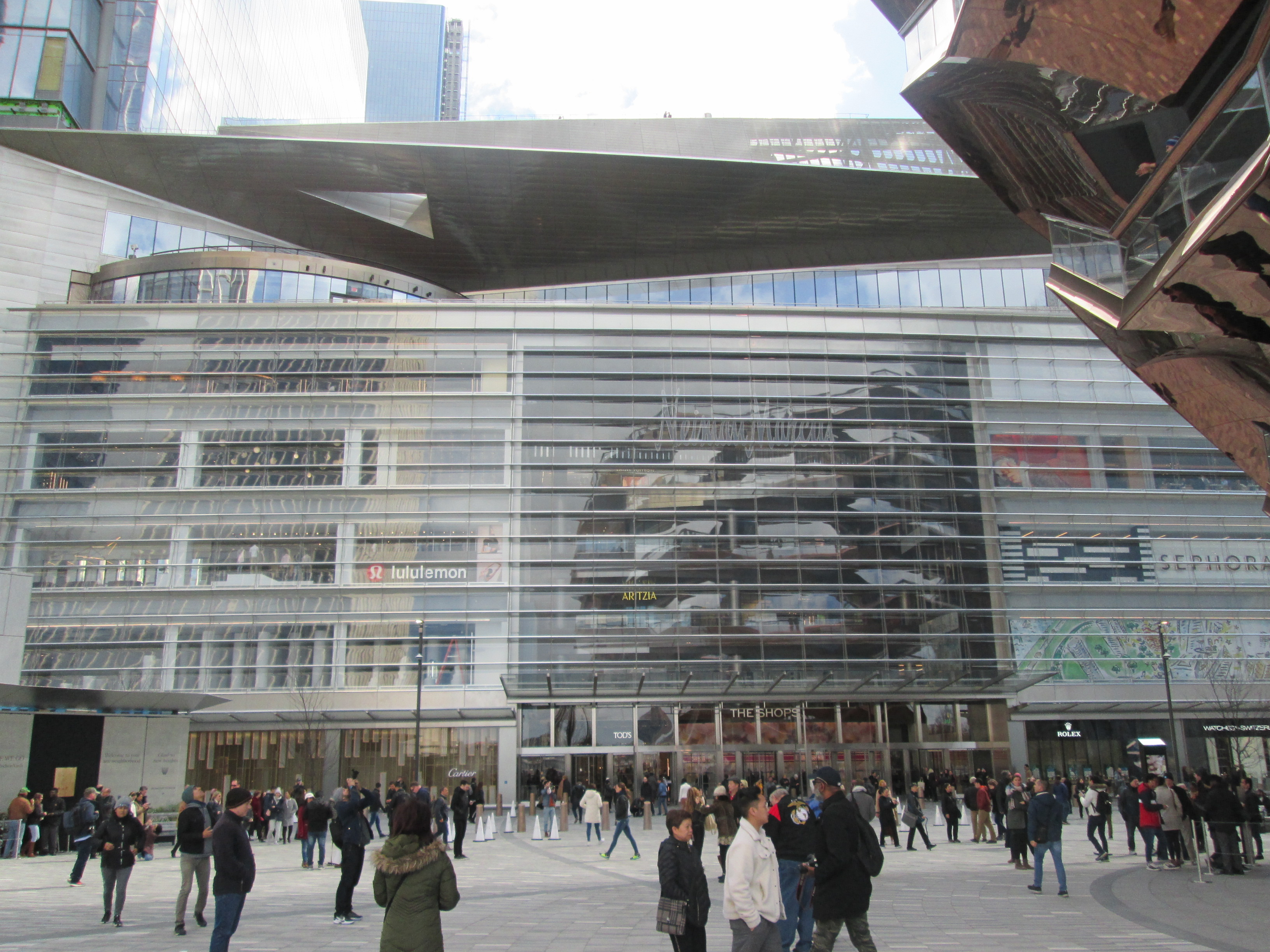
Shopping Center
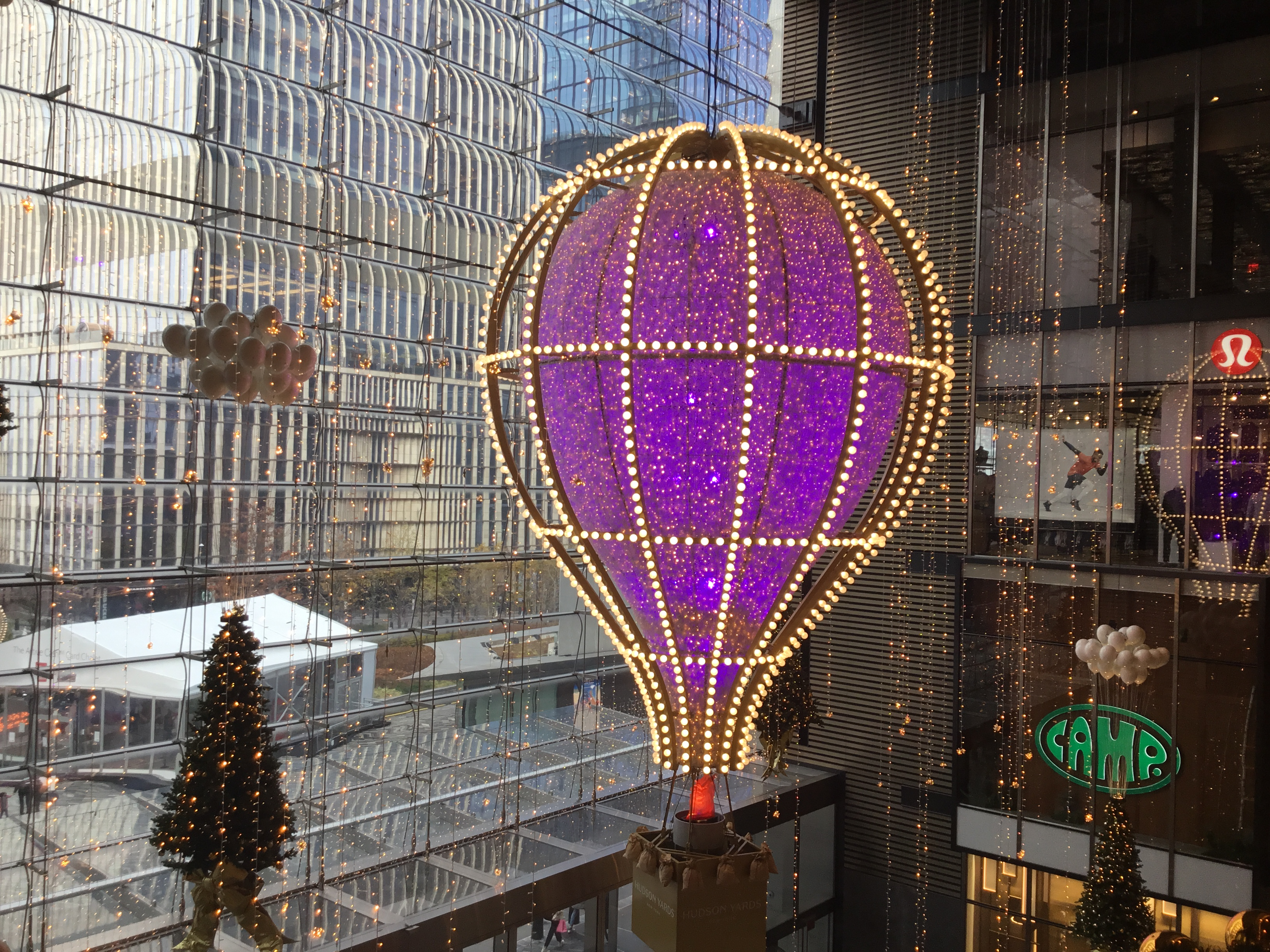
Das Einkaufszentrum zu Weihnachten
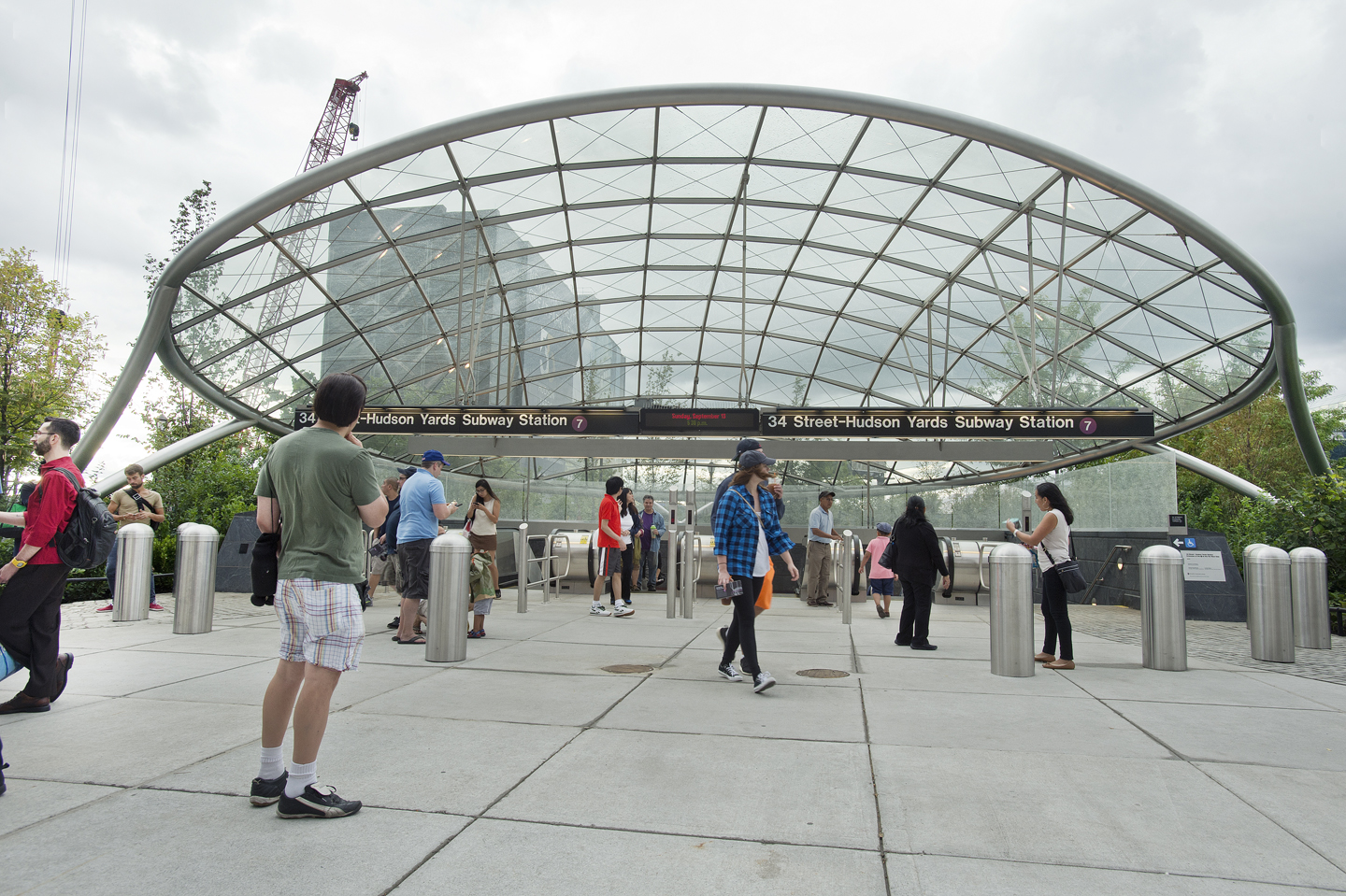
Eingang zur Station 34th Street-Hudson Yards
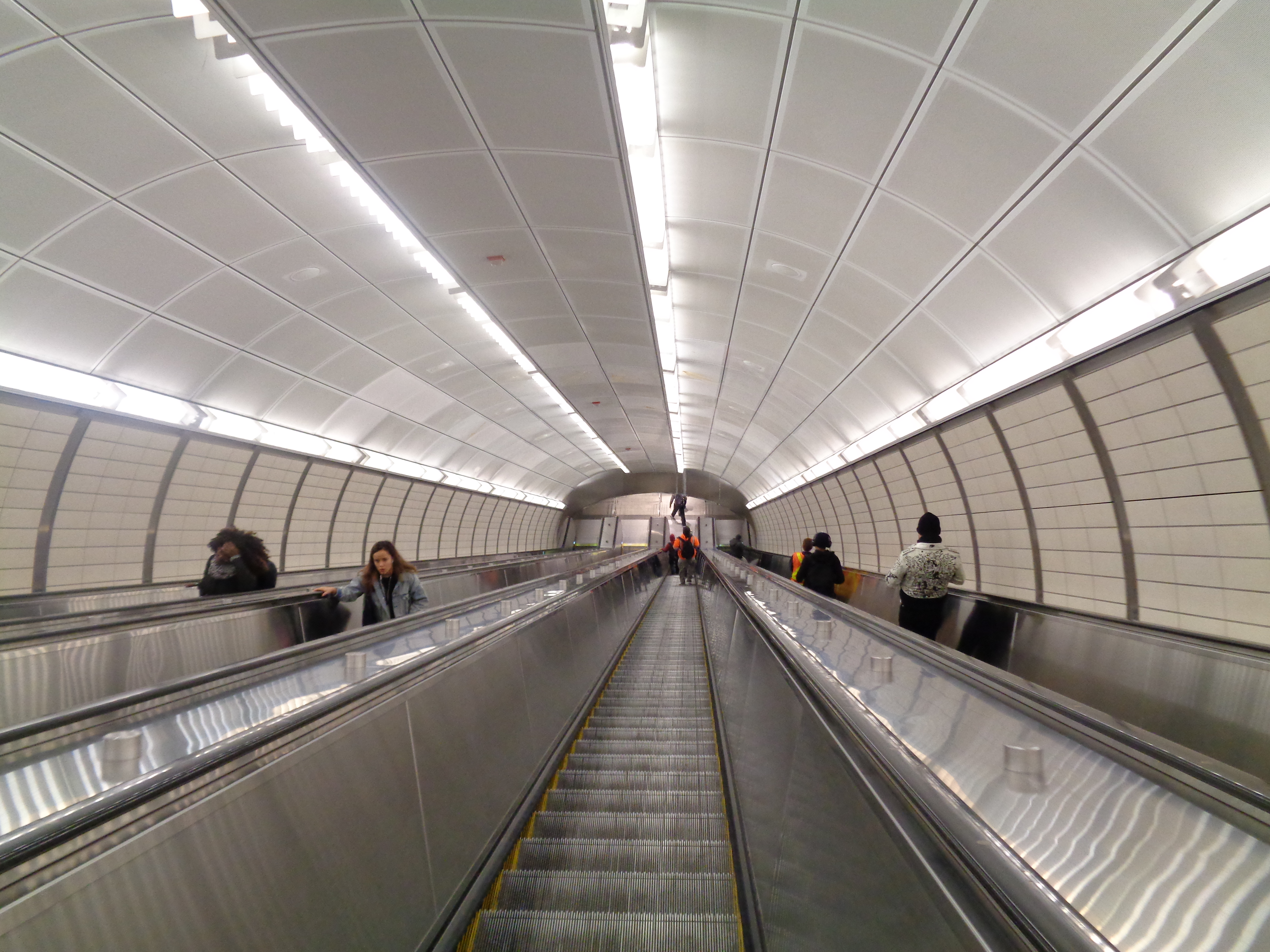
Rolltreppen in der U-Bahn-Station

## Hintergrund
Die Idee für Hudson Yards wurde unter dem New Yorker Bürgermeister Michael Bloomberg ausgearbeitet. Nach der Finanzkrise ab 2007 zog sich Tishman Speyer Properties zurück, so dass The Related Companies zum Hauptentwickler wurde. Das Projekt soll einen Umfang von 25 Milliarden US-Dollar haben.
Die Finanzierung der Infrastruktur, etwa der Verlängerung der U-Bahn-Strecke IRT Flushing Line, erfolgt in öffentlich-privater Partnerschaft über die Hudson Yards Infrastructure Corporation. Dieses Finanzierungsmodell wurde im Jahr 2023 vom New York City Comptroller Brad Lander als erfolgreich bewertet, weil Hudson Yards Gewinne, die höher als zunächst veranschlagt sind, zum Haushalt der Stadt beiträgt.